# Hessisches Landestheater Marburg

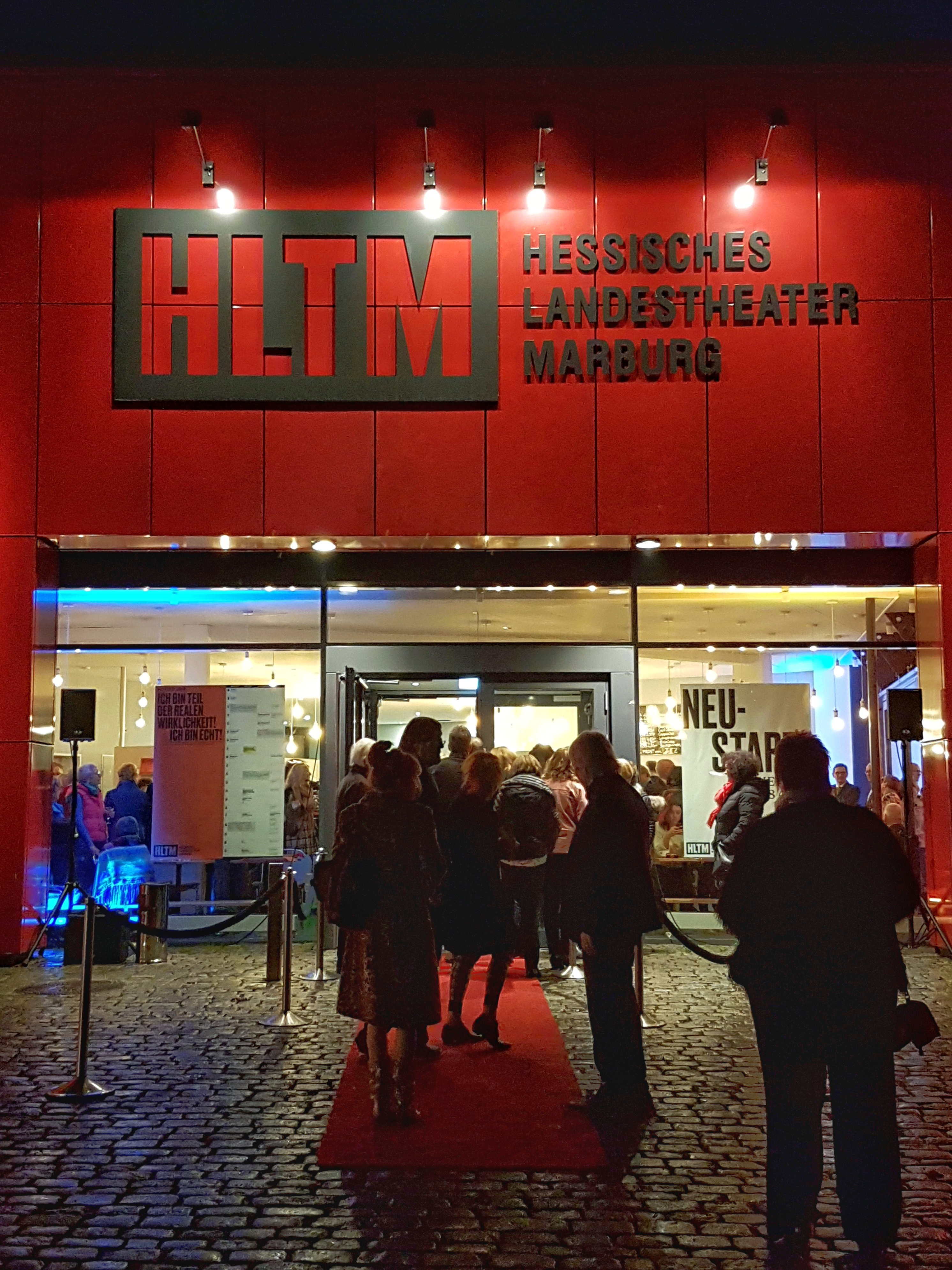
Frontseite und Eingangsbereich des HLTM seit der Neugestaltung 2018.

Das Hessische Landestheater Marburg, kurz auch Hessisches Landestheater oder HLTM, ist ein durch öffentliche Mittel, Einnahmen von Spenden sowie Eintrittsgelder finanzierter Kulturbetrieb in Marburg. Es ist einer der sechs öffentlich getragenen Theaterbetriebe im Land Hessen.
Das Theater verfügt über vier größere und kleinere Spielstätten sowie eine Werkstatt mit eigener Schreinerei, Schlosserei und Schneiderei.
Mit einem saisonal fest engagierten Ensemble, zwei regieführenden Intendanten und mehreren Dramaturgen sowie Auszubildenden der Veranstaltungstechnik, aber auch mit Gastauftritten und Fremdinszenierungen zeigt das HLTM Schauspiele, Improvisations-, Provokations- und Imaginationstheater sowie Kindertheater oder Soloprogramme. Des Weiteren findet alljährlich die Hessische Kinder- und Jugendtheaterwoche unter dem Namen „KUSS – Theater sehen! Theater spielen!“ mit zahlreichen Gastspielen statt.

## Geschichte

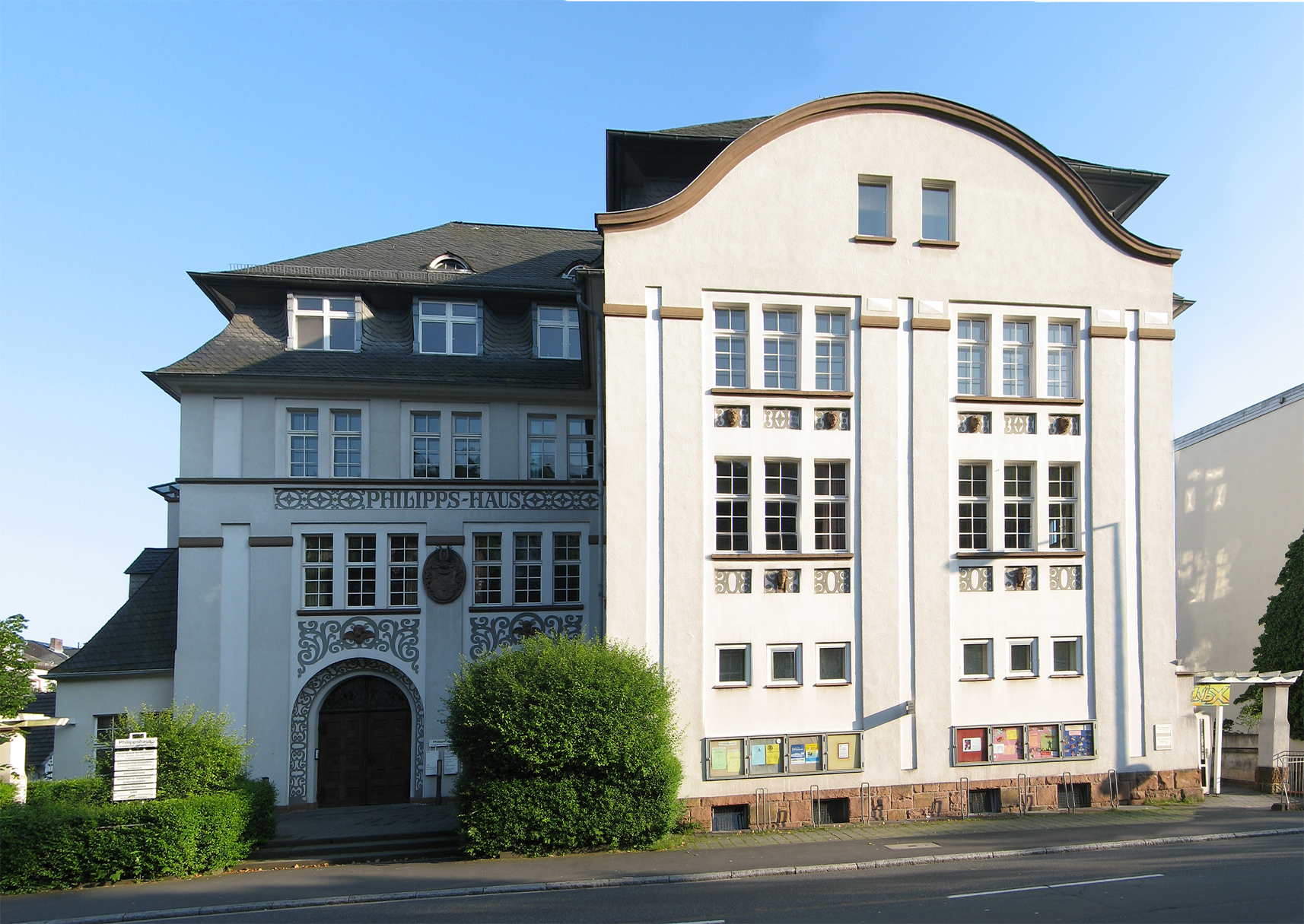
Das Philippshaus (Unistraße)

Die Gründung erfolgte nach dem Krieg 1945 durch Lothar Brixius, einem Studenten und Ina Köhler einer Schauspielerin. Weiterhin schlossen sich Walter Leinweber und Friedrich Leinert, der damalige Organist der Lutherischen Pfarrkirche St. Marien an und gründeten die „Marburger Spielgemeinschaft“. Fritz Budde, der Leiter des Lektorats für Sprechkunde, Vortragskunst und Theaterkunde der Universität war zuerst gegen dieses Laienschauspiel, später sagte aber auch er seine Unterstützung zu. Nach vielen Anfangsschwierigkeiten, wie den fehlenden Requisiten, der Aufführgenehmigung bei den amerikanischen Besatzern oder auch dem fehlenden Spielort wurde am 2. September 1945 Premiere gefeiert. Der erste Spielort war das Philippshaus der Universitätskirchengemeinde in der Universitätsstraße. Gegen Ende 1945 erfolgte die Neugründung als Marburger Schauspielgruppe. 

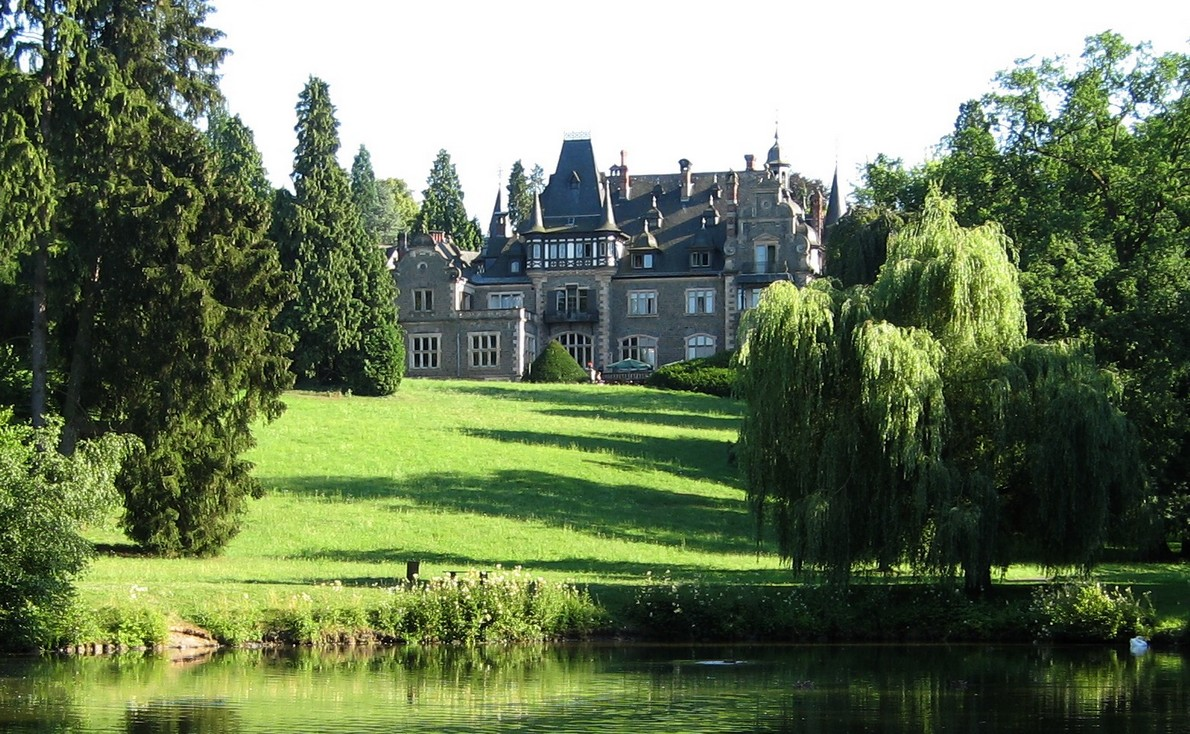
Schloss Rauischholzhausen, im Vordergrund der Burgteich

Im Mai 1952 inszenierte der durch seine Herkunft mit Marburg verbundene und inzwischen weltberühmte Erwin Piscator in Marburg „Nathan der Weise“ von Gotthold Ephraim Lessing, das er genau zehn Jahre zuvor am Broadway gezeigt hatte.
1969 konnte die neu errichtete Stadthalle, das Erwin-Piscator-Haus, mit Platz für 550 Personen, eingeweiht werden. 2013 bis 2016 wurde die Halle durch einen Neubau ersetzt.
1989 wurde das Marburger Schauspiel in das „Nordhessische Landestheater Marburg“ umbenannt, und nachdem die Pläne für ein Südhessisches Landestheater aufgegeben wurden, ergab sich der gegenwärtige Name Hessisches Landestheater Marburg.

## Auszeichnungen
- Nachspielpreis des Heidelberger Stückemarkts 2019 für Eva Langes Inszenierung von „Diese Mauer fasst sich selbst zusammen und der Stern hat gesprochen, der Stern hat auch was gesagt“ von Miroslava Svolikovas.[2]

## Spielstätten

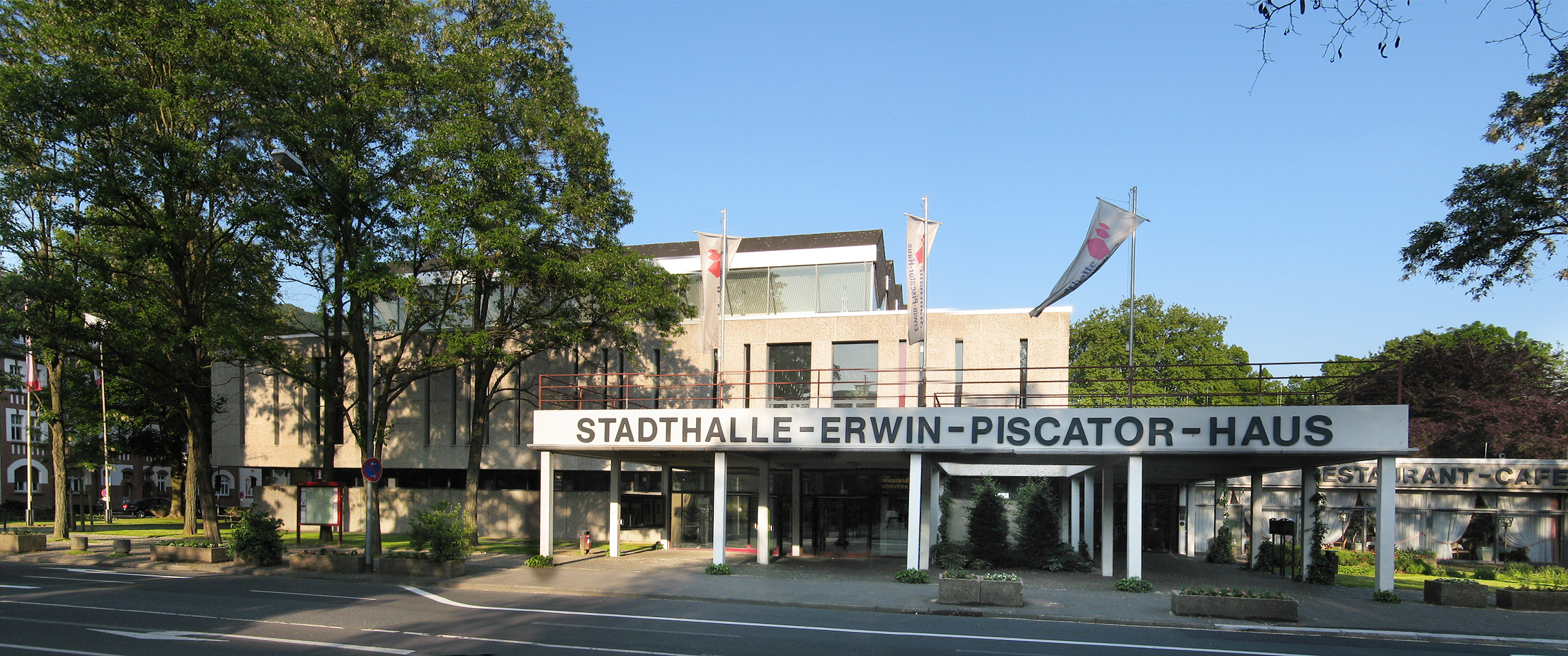
Das alte Erwin-Piscator-Haus (Stadthalle)

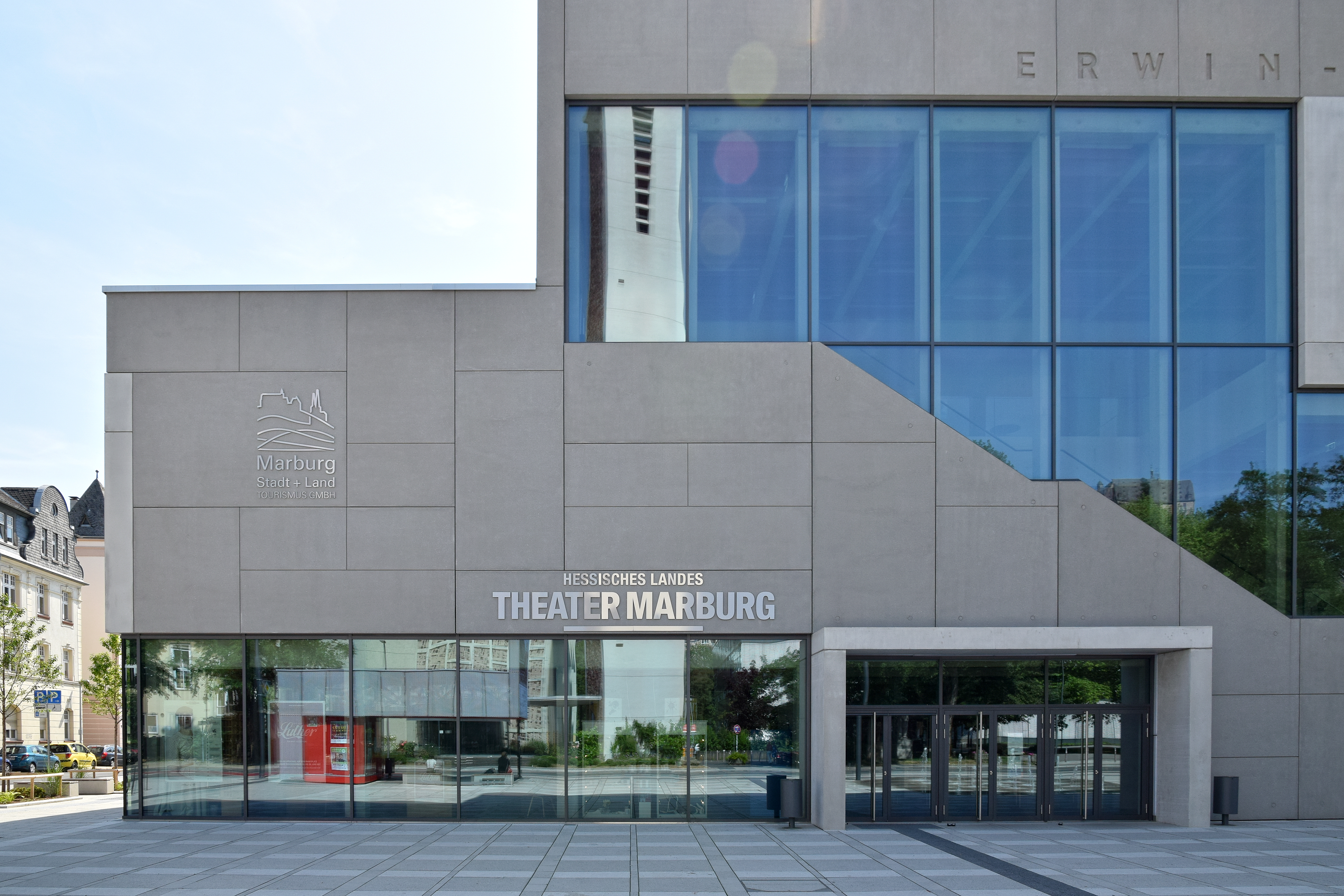
Das neue Erwin-Piscator-Haus

Das Erwin-Piscator-Haus (Stadthalle) ist die größte Spielstätte und mit einem eigenen klassischen Schnürboden ausgestattet. Es bietet etwa 590 Personen Platz und kann bei Bedarf durch Entfernung einer Zwischenwand auf 920 Plätze erweitert werden. Da ein so großes zahlendes Publikum in der Mittelstadt Marburg samt Landkreis nicht ständig mobilisierbar ist, wurde die Bewirtschaftung einem eigenen Stadthallen-Management übertragen, von dem das Landestheater ausschließlich für seine Großproduktionen die Halle anmietet.
Der eigentliche Sitz des HLTM ist (seit Freiwerden des Gebäudes im Zuge der Aufgabe des Bundeswehr-Standorts) das ehemalige Offizierskasino Am Schwanhof 68–72. Hier befinden sich die drei ständig genutzten Hauptspielstätten des „Theater am Schwanhof“ (seit 2018 „Großes Tasch“, „Kleines Tasch“ mit 200 bzw. 100 Plätzen und das Mini Tasch mit ca. 50 Plätzen). Außerdem sind hier die Büros, die Probebühne und eine Theater-Kantine. Der Eingangsbereich wurde 2018 umgestaltet.
Die unter der Intendanz von Ekkehard Dennewitz teils alljährlich genutzten Spielstätten Schlosspark Rauischholzhausen oder Schloss Biedenkopf wurden unter dem neuen Intendanten Matthias Faltz nicht weitergeführt. Rauischholzhausen wurde indes durch eine Privatinitiative des früheren HLTM-Oberspielleiters Peter Radestock vorerst weiterhin bespielt werden.
Unter der Intendanz von Matthias Faltz wurden für jeweils eine Produktion pro Saison der Fürstensaal im Landgrafenschloss und der Marburger Marktplatz in der Oberstadt als Aufführungsort genutzt. Daneben wurden in der Vergangenheit jeweils für spezielle Produktionen der Hof des alten Gefängnisses und die ehemaligen Remisen des Hochbauamtes in der Innenstadt bespielt. 
In den Spielzeiten 2013/2014 sowie 2014/2015 stand die Stadthalle aufgrund aufwändiger Sanierungsarbeiten nicht zur Verfügung. Stattdessen wurde die sogenannte Galeria Classica (ein ehemaliges Autohaus an der Schwanallee) sowie die Lutherische Pfarrkirche St. Marien (Marburg) genutzt. 

## Persönlichkeiten

### Intendanten
- 1947–1949 Walter Maria Holetzko
- 1949–1976 Heinrich Buchmann
- 1976–1979 Peter Schlapp
- 1979–1991 Franzjosef Dörner
- 1991–2010 Ekkehard Dennewitz
- 2010–2018 Matthias Faltz
- seit 2018 Eva Lange und Carola Unser-Leichtweiß

### Regisseure
- Heinz Hilpert
- Erwin Piscator
- Stephan Suschke
- Hansjörg Betschart
- Hans-Jochen Menzel
- Gerald Gluth
- Matthias Faltz
- Christian Franke
- Brit Bartkowiak
- Nino Haratischwili
- Matthias Huber
- Laura Jakschas
- Schirin Khodadadian
- Eva Lange
- Romy Lehmann
- Milena Mönch
- Nina Pichler
- Marion Schneider-Bast
- Carola Unser-Leichtweiß
- Susanne Zaun
- Xabisolethu Zweni

### Bekannte Gastschauspieler
- Marianne Hoppe, Spielzeit 50/51
- Heidi Kuhlmann, Spielzeit 53/54
- Liselotte Schreiner, Spielzeit 53/54
- Anna Dammann, Spielzeit 54/55 und 55/56
- Hilde Hildebrand, Spielzeit 55/56 und 64/65
- Lina Carstens, Spielzeit 59/60
- Karl Heinz Kellermann, Spielzeit 60/61
- Willy Birger, Spielzeit 62/63
- Hubert von Meyerinck, Spielzeit 63/64
- Carola Höhn, Spielzeit 66/67 und 74/75
- Markus Fennert, Spielzeit 85/86 und 87/88
- Henry Solf, Spielzeit 2016/2017 und 2017/2018
- Dominik Bliefert, Spielzeit 2019/2020 und 2022/2023

## Belege
1. ↑  Hessische Kinder- und Jugendtheaterwoche (Memento vom 17. April 2016 im Internet Archive)
2. ↑  Laudationes zur Preisverleihung beim Heidelberger Stückemarkt 2019 (PDF) (Memento vom 6. Mai 2019 im Internet Archive), Theater Heidelberg vom 5. Mai 2019, abgerufen am 6. Mai 2019.

Koordinaten: 50° 47′ 51,4″ N, 8° 45′ 41,4″ O